# Giuseppe Baldo (piłkarz)
Giuseppe Baldo (ur. 27 lipca 1914 w Piombino Dese, zm. 30 lipca 2007 w Montecatini Terme) – włoski piłkarz grający na pozycji rozgrywającego, zawodnik S.S. Lazio, w momencie śmierci był ostatnim żyjącym członkiem piłkarskiej reprezentacji Włoch, która wywalczyła złoty medal na Igrzyskach Olimpijskich w Berlinie w 1936 r., pokonując w finale Austrię 2:1.